# Shelby Mustang
Shelby Mustang — высокотехнологичный вариант Ford Mustang, производившийся Ford с 1965 по 1970 год. Shelby были серией Ford Mustang, модифицированные компанией Shelby и продаваемые под маркой Shelby GT с логотипами Shelby Cobra. С 1968 года модель стала называться Shelby 500 или Shelby 350 соответственно. Ford помогал своими производственными мощностями для конкуренции с Corvette (таким же образом поддерживаемой Chevrolet).
В 2007 году, вслед за представленным пятым поколением Ford Mustang, имя Shelby было возвращено для новых высокопроизводительных версий Mustang. Представлен в двух вариантах — GT500 и с 2015 года GT350. GT350 выпускается с атмосферным двигателем, а GT500 с механическим нагнетателем. Также существует версия адаптированная под трек GT350R. Масса Shelby GT500 модели 2011 года составляет примерно 1735 кг.